# Chèvre grisonne à raies
La chèvre grisonne à raies est une chèvre de montagne noire, avec la queue et le bas des membres blancs. Les deux rayures blanches qui vont de la base des cornes jusqu'au bout du museau et lui barrent les yeux font l'attrait de cette chèvre. 

## Origines
La chèvre rayée des Grisons est originaire des Grisons, d'où elle est issue en réalité de plusieurs races locales. Cette race est décrite sous le nom de « chèvre noire de montagne » en 1913 et est élevée de façon ciblée depuis 1938, date de la création du premier herd-book suisse répertoriant les sept races suisses.

## Menacée d'extinction
La race a failli disparaître dans les années 1990.
Elle doit sa survie à l'initiative « des amis des chèvres des Grisons » qui lui trouvèrent de nouveaux éleveurs et à l'ancrage culturel dans son canton d'origine. Aujourd'hui, le portrait de cette chèvre orne des affiches et des étiquettes de produits grisonnais.

## Répartition actuelle
Cette race est à présent élevée dans toute la Suisse.